# Грац Найнти Найнерс
«Грац Найнти Найнерс», или «Грац Нойнунднойнцигерс» (нем. Graz 99ers) — австрийский хоккейный клуб из города Грац. Основан в 1999 году. С сезона 2000/2001 играет в Австрийской хоккейной лиге. Лучшее достижение — полуфинал (2003/2004).

## История
Клуб был основан в 1999 году на базе ХК «Грац», расформированного в связи с финансовыми трудностями. Является преемником хоккейного клуба «Грац».

### Клубы-предшественники
В хоккей на уровне Бундеслиги в Граце играли в основном двух клубах-предшественниках:
- Хоккейное отделение при АТСЕ Грац (Рабочий спортивно-гимнастический клуб «Эггенберг») было основано в 1947 году и является единственным хоккейным клубом из Граца, выигравшим чемпионский титул в Бундеслиге (1974/1975, 1977/1978). Клуб был объединен в начале девяностых с UEC Грац. В 2008 году команда АТСЕ была возрождена и играет сейчас в региональной Оберлиге.
- ХК «Грац» достиг своего расцвета при президенте Ханнесе Картниге, однако, выиграть чемпионат, несмотря на большие финансовые затраты им не удалось. Они занимали второе место три сезона подряд: 1991—1994. После ухода Ханнеса Картнига, клуб был объединён с футбольным Штурмом, были предприняты последние попытки спасти ХК «Грац». Когда этот план провалился, был основан новый клуб с Хельмутом Бочкаи в роли президента.

### Основание нового клуба и выход в Бундеслигу
В 1999 году Йохан Пильднер-Штайнбург основал хоккейный клуб «Грац Найнти Найнерс» в качестве преемника ХК «Грац». Команда дебютировала во втором дивизионе (Национальной лиге) и после 28 сыгранных туров обеспечила себе первое место. В полуфинале «Грац Найнти Найнерс» после поражения в первом матче, в итоге одержали победу над «Лустенау» со счетом 3:1 и встретились в финале с «Целль-ам-Зее». Серия достигла своего апогея в четвёртой игре: первый вратарь «Найнти Найнерс» Маркус Шильхер не смог принять в матче, подцепив ангину. Запасной вратарь Рене Фаллант упал при счёте 3:2, а младший вратарь Бернд Брюклер не смог ничего поделать с нападением соперника. Таким образом, игра была проиграна 4:6. Шильхер снова стал на ворота в решающем матче. После первого периода игроки «Граца» проигрывали 0:2. В третьем периоде Хельмут Карель оформил хет-трик и привёл «Найнти Найнерс» к чемпионству, которое давало право перехода в хоккейную Бундеслигу.

### Первые годы в Бундеслиге
Команда была усилена за лето. При этом ведущие игроки остались в составе, но это не принесло больших результатов. К некоторым поражениям присоединились также проблемы с обязанностями по отношению к легионерам. «Найнти Найнерс» зарекомендовали себя в роли «середняка». Перед последним туром команда принимала дома «Инсбрук», достигнуть четвёртого места в турнирной таблице по-прежнему было возможно, но этот шанс был утерян. В соответствии с регламентом «Грац» в четвертьфинале играл против «Клагенфурта». Но не одной победы одержать не удалось и сезон был закончен на шестой позиции.
Был похож на первый и второй сезон в высшем дивизионе. Опять же, команда после неудачного старта размещается в середине турнирной таблицы, но ей так и не удалось в конце концов вытеснить «Вену» с четвертого места. Незадолго до конца регулярного чемпионата тренер Майк Ши подал в отставку. Питер Зненаглик стал новым тренером «Граца» и привёл команду к четвертьфиналу, где соперником «Найнти Найнерс» стала «Вена», но опять же серия была проиграна со счётом 0:4.
В следующем сезоне (2002/2003) «Найнти Найнерс» заняли первое место по итогам первой половины чемпионата. Однако, в течение сезона ряд ключевых игроков выпали из игры из-за травм, что вызвало проблемы, так как скамейка запасных у «Граца» была короткая. Результаты клуба во второй половине чемпионата значительно ухудшились, и это привело к отставке главного тренера Питера Зненаглика, которого сменил Кен Тайлер. Выступление команды несколько стабилизировалось, но по итогам регулярного чемпионата «Найнти Найнерс» смогли финишировать лишь на седьмом, предпоследнем месте. В четвертьфинале команда встретилась с «Инсбруком» и вновь уступила в трёх играх. Таким образом, «Найнти Найнерс» потерпели неудачу в трёх плей-офф подряд.

### Впервые в медальной гонке
В сезоне 2003/2004 клуб добился самого значимого успеха — дошёл до полуфинала. Затем последовала серия неудач: команда не могла выйти в плей-офф несколько сезонов подряд. В последние годы «Найнти Найнерс» добирались до четвертьфинала.

## Достижения
Австрийская хоккейная лига
- Полуфинал: 2004

Национальная лига
- Чемпион: 2000